# Lei Tarifária Payne-Aldrich
O Ato Tarifário Payne–Aldrich de 1909 (cap. 6, 36 Stat. 11), nomeado em homenagem ao deputado Sereno E. Payne (R–Nova Iorque) e ao senador Nelson W. Aldrich (R–Rhode Island), começou na Câmara dos Representantes dos Estados Unidos como um projeto de lei aumentando certas tarifas alfandegárias sobre bens que entravam nos Estados Unidos.

## História
O protecionismo era o cimento ideológico que mantinha unida a coalizão republicana. Tarifas altas eram usadas pelos republicanos para prometer vendas maiores para as empresas, salários maiores para os trabalhadores industriais e maior demanda por produtos agrícolas. Os progressistas insurgentes afirmavam que promovia monopólio. Os democratas diziam que era um imposto sobre o cidadão comum. A maior base de apoio era no Nordeste, e a maior oposição no Sul e Oeste. O Centro-Oeste era o campo de batalha.
Uma cláusula da lei Payne–Aldrich previa a criação de um conselho tarifário para estudar o problema da modificação tarifária e coletar informações sobre o tema para uso do Congresso e do Presidente. Outra disposição permitia o livre comércio com as Filipinas, então sob controle americano. O Congresso aprovou oficialmente a lei em 9 de abril de 1909. A lei estabelecia que entraria "em vigor no dia seguinte à sua aprovação". O presidente Taft assinou oficialmente a lei às 17h05 de 5 de agosto de 1909.
Os democratas assumiram o controle da Câmara nas eleições de 1910. O presidente Taft foi desafiado nas eleições de 1912 pelo ex-presidente Theodore Roosevelt pela nomeação republicana. Taft prevaleceu e Roosevelt, junto de sua ala "progressista", fundou um novo partido. O resultado foi uma vitória democrata com a eleição de Woodrow Wilson. Os democratas reduziram drasticamente as tarifas em 1913.

## Impacto
A Lei Payne teve o efeito imediato de frustrar os defensores da redução tarifária. Em particular, a lei irritou profundamente os progressistas, que começaram a retirar seu apoio ao presidente Taft. Por ter aumentado a tarifa sobre papel impresso usado por editoras, a indústria editorial criticou duramente o presidente, manchando ainda mais sua imagem.
Embora Taft tenha se reunido e consultado o Congresso durante as deliberações sobre o projeto, críticos alegaram que ele deveria ter imposto mais de suas próprias recomendações, como um cronograma mais gradual. Entretanto, diferentemente de seu antecessor (Theodore Roosevelt), Taft acreditava que o presidente não deveria ditar as leis e sim deixar o Congresso agir livremente.
Taft assinou a lei com entusiasmo em 5 de agosto de 1909, esperando que ela estimulasse a economia e fortalecesse sua posição política. Ele elogiou especialmente a disposição que permitia ao presidente aumentar tarifas sobre países que discriminassem produtos americanos, e a cláusula de livre comércio com as Filipinas.
Em um artigo no The Quarterly Journal of Economics, F. W. Taussig escreveu que os debates congressionais sobre as tarifas eram "deprimentes para o economista. Quase não há um lampejo de raciocínio geral do tipo aplicado nos nossos livros às questões de comércio internacional... Que houvesse aceitação geral do princípio protecionista, e que a única questão em debate fosse se as tarifas eram 'excessivamente' altas, era algo natural. A maioria das pessoas se acostuma com as condições existentes e não consegue imaginar algo diferente."
A deserção de republicanos insurgentes do Centro-Oeste marcou o início da perda de apoio de Taft. Isso prenunciou conflitos sobre conservação, apadrinhamento e legislação progressista. O debate sobre a tarifa dividiu o Partido Republicano entre progressistas e conservadores e levou à derrota do partido nas eleições legislativas de 1910.

### Imposto de Renda Corporativo
A lei também instituiu um pequeno imposto de renda sobre o privilégio de exercer atividades empresariais como corporação, o que foi confirmado na decisão da Suprema Corte em Flint v. Stone Tracy Co. (também conhecida como "o caso do imposto corporativo").

## Leituras adicionais
- Aldrich, Mark. "Tariffs and Trusts, Profiteers and Middlemen: Popular Explanations for the High Cost of Living, 1897–1920." History of Political Economy 45.4 (2013): 693–746.
- Barfield, Claude E. "'Our Share of the Booty': The Democratic Party Cannonism, and the Payne–Aldrich Tariff." Journal of American History (1970) 57#2: 308–323.
- Coletta, Paolo E. The Presidency of William Howard Taft (1973), pp. 61–71.
- Taussig, Frank W. The Tariff History of the United States (1931), pp. 361–408.